# Phil LaMarr
Phillip Eugene "Phil" LaMarr (Los Ángeles, California, 24 de enero de 1967) es un actor, comediante, artista de voz, y guionista estadounidense. Ha tenido una extensa carrera como actor de voz, con importantes roles que abarcan las series animadas Justice League / Justice League Unlimited, Futurama, Samurai Jack, Static Shock y Foster's Home for Imaginary Friends. También ha proporcionado voces para videojuegos como Metal Gear Solid 2 y 4, Metal Gear Rising: Revengeance, las series Jak y Daxter, Darksiders, Final Fantasy XII y Tactics, Infamous, Shadow of War, Dead Island y la franquicia Kingdom Hearts.

## Carrera
Se graduó de la Escuela Secundaria de Harvard en North Hollywood, y la Universidad de Yale, donde él ayudó a fundar el grupo de improvisación y comedia Purple Crayon. 
Es uno de los integrantes del reparto de la serie MADtv, es conocido por prestar su voz en las series Futurama, Static Shock, Samurai Jack, La Liga de la Justicia, Liga de la Justicia Ilimitada, Star Wars: The Clone Wars, Metal Gear Solid 2: Sons of Liberty, y Metal Gear Solid 4: Guns Of The Patriots. 
También se le conoce por interpretar a George Hawk en la serie televisiva Big Time Rush de Nickelodeon, en la que apareció en tres episodios de la primera temporada («Big Time Sparks» y «Big Time Concert») (doble episodio) y en uno de la segunda («Big Time Super Heroes»).

## Filmografía
| Año  | Película/Serie TV                                          | Papel                                                                     | Observaciones                                             |
| ---- | ---------------------------------------------------------- | ------------------------------------------------------------------------- | --------------------------------------------------------- |
| 1983 | Mister T                                                   | Woody                                                                     | Serie de TV                                               |
| 1991 | Murphy Brown                                               | Ben Lawson                                                                | Serie de TV                                               |
| 1992 | Jake and the Fatman                                        | Asistente                                                                 | Serie de TV                                               |
| 1993 | The Fresh Prince of Bel-Air                                | Edward                                                                    | Serie de TV                                               |
| 1993 | Wings                                                      | Gil el mecánico                                                           | Serie de TV                                               |
| 1993 | La ley de Los Ángeles                                      | Reportero #3                                                              | Serie de TV                                               |
| 1993 | Sex, Shock & Censorship                                    | Butch Jones                                                               | Serie de TV                                               |
| 1993 | Mad About You                                              | Marshall                                                                  | Serie de TV                                               |
| 1994 | A Cool Like That Christmas                                 | Harlan Sockman                                                            | Voz Telefilm                                              |
| 1994 | Hangin' with Mr. Cooper                                    | Leonard Pickett                                                           | Serie de TV                                               |
| 1994 | The George Carlin Show                                     | Bob Brown                                                                 | Serie de TV                                               |
| 1994 | Pulp Fiction                                               | Marvin                                                                    | Película                                                  |
| 1994 | It's Pat                                                   | Mánager del Stage                                                         | Película                                                  |
| 1995 | Living Single                                              | Joe                                                                       | Serie de TV                                               |
| 1995 | Sawbones                                                   | Stanley Johnson                                                           | Telefilm                                                  |
| 1995 | MADtv                                                      | Varios personajes                                                         | 112 episodios hasta 2000 Programa de sketches Serie de TV |
| 1996 | Bio-Dome                                                   | Asistente                                                                 | Película                                                  |
| 1998 | One Hand, Left                                             | Narrador                                                                  | Voz Cortometraje                                          |
| 1998 | Los Thornberrys                                            | Tuku                                                                      | Voz Serie de TV                                           |
| 1998 | Zoomates                                                   | Warren Solicitante Tipo #1                                                | Voz                                                       |
| 1998 | Suicide, the Comedy                                        | Erik                                                                      | Película                                                  |
| 1998 | The Thin Pink Line                                         | Jimmy 'Licorice Whip' Wilson                                              | Película                                                  |
| 1998 | Free Enterprise                                            | Eric                                                                      | Película                                                  |
| 1999 | Futurama                                                   | Hermes Conrad Voces adicionales                                           | Voz Serie de TV                                           |
| 1999 | ¡Oye, Arnold!                                              | Jamie O                                                                   | Voz Serie de TV                                           |
| 1999 | Padre de familia                                           | Ollie Williams Voces adicionales                                          | 27 episodios sobre año 2007 Voz Serie de TV               |
| 1999 | El Príncipe Feliz y otros cuentos                          | Second Pigeon Nuevo alcalde                                               | voz Película                                              |
| 1999 | Kill the Man                                               | Marky Marx                                                                |                                                           |
| 2000 | Static Shock                                               | Virgil Ovid Hawkins/Static                                                | Voz Serie de TV                                           |
| 2000 | The Weekenders                                             | Carver                                                                    | Voz Serie de TV                                           |
| 2000 | Nikki                                                      | Richard                                                                   | Retomó el personaje en 2001 Serie de TV                   |
| 2000 | Yes, Dear                                                  | Steve                                                                     | Retomó el personaje en 2001 Serie de TV                   |
| 2000 | Lost Cat                                                   | Lost Cat                                                                  |                                                           |
| 2000 | Evil Con Carne                                             | Hector Con Carne                                                          |                                                           |
| 2000 | Closing the Deal                                           |                                                                           |                                                           |
| 2000 | Eat Your Heart Out                                         | Mánager del stage                                                         |                                                           |
| 2000 | A Man Is Mostly Water                                      | Testigo                                                                   |                                                           |
| 2001 | Metal Gear Solid 2: Sons of Liberty                        | Vamp                                                                      | Videojuego                                                |
| 2001 | Samurai Jack                                               | Samurai Jack                                                              | Voz Serie de TV                                           |
| 2001 | The Grim Adventures of Billy & Mandy                       | Hector Con Carne Padre de Irwin Dracula Juez Roy Splean Voces adicionales | Voz Serie de TV                                           |
| 2001 | Liga de la justicia/Liga de la Justicia Ilimitada          | John Stewart/Green Lantern                                                | Voz Serie de TV                                           |
| 2001 | NYPD Blue                                                  | Sidney Thompson                                                           | Serie de TV                                               |
| 2001 | Philly                                                     | Anthony                                                                   | Serie de TV                                               |
| 2001 | X-Chromosome                                               |                                                                           |                                                           |
| 2001 | Speaking of Sex                                            | Joel Johnson, Jr.                                                         | Película                                                  |
| 2001 | The Assistant                                              | Burton Salt                                                               | Serie de TV                                               |
| 2002 | Kim Possible                                               | Vinnie                                                                    | 6 episodios en 2007 Voz Serie de TV                       |
| 2002 | Manna from Heaven                                          | Asistente mánager de Casino                                               | Película                                                  |
| 2002 | Invasor Zim                                                | Poop Dawg                                                                 | Voz Serie de TV                                           |
| 2002 | Evil Alien Conquerors                                      | Vel-Dan                                                                   | Película                                                  |
| 2002 | Back by Midnight                                           | Mile Away                                                                 | Película                                                  |
| 2002 | Cherish                                                    | Instructor de yoga                                                        | Película                                                  |
| 2002 | Jane White Is Sick & Twisted                               | Bert                                                                      | Película                                                  |
| 2003 | Ozzy & Drix                                                | Osmosis Jones                                                             | Voz Serie de TV                                           |
| 2003 | Star Wars: Caballeros de la Antigua República (videojuego) | Gadon                                                                     | Videojuego                                                |
| 2003 | Without a Trace                                            | Tom Lewis Jr.                                                             | Serie de TV                                               |
| 2003 | Creepy Freaks                                              | Freaks variados                                                           | Directo en video                                          |
| 2004 | Ground Control II: Operation Exodus                        |                                                                           | Videojuego                                                |
| 2004 | Harvey Birdman, Attorney at Law                            | Black Vulcan                                                              | Retomó el personaje en 2005 Serie de TV                   |
| 2004 | The Adventures of Jimmy Neutron: Boy Genius                | Bolbi Stroganofsky                                                        | Voz Serie de TV                                           |
| 2004 | Scooby-Doo y el monstruo del lago Ness                     | Angus Haggart voluntario #2                                               | Directo en vídeo                                          |
| 2004 | Ground Control II: Operation Exodus                        |                                                                           | Videojuego                                                |
| 2004 | Los padrinos mágicos                                       | Mr. Phifer                                                                | Serie de TV                                               |
| 2004 | Foster's Home for Imaginary Friends                        | Wilt Voces adicionales                                                    | Serie de TV                                               |
| 2004 | Vampire: The Masquerade - Bloodlines                       | varias voces                                                              | Videojuego                                                |
| 2004 | Eve                                                        | Coleman                                                                   | Serie de TV                                               |
| 2004 | Reno 911!                                                  | Craps guy                                                                 | Serie de TV                                               |
| 2004 | Cold Case                                                  | Kiki Solis                                                                | Serie de TV                                               |
| 2004 | Spider-Man 2                                               | Pasajero de tren                                                          | Extra                                                     |
| 2004 | El espantatiburones                                        | Propietario de tienda Pawn                                                | Voz Película                                              |
| 2005 | Quake 4                                                    | Marines                                                                   | Videojuego                                                |
| 2005 | Samurai uesutan: Katsugeki samurai-dô                      | Donald Thrower                                                            | Videojuego                                                |
| 2005 | Mercenaries: Playground of Destruction                     | Christopher Jacobs Corresponsal de noticias 2                             | Videojuego                                                |
| 2005 | La vida y obra de Juniper Lee                              | Marcus Voces adicionales                                                  | Serie de TV                                               |
| 2005 | Kim Possible: So the Drama                                 |                                                                           | Voz Telefilm                                              |
| 2005 | Catscratch                                                 | Squeakus - Ratón                                                          | Serie de TV                                               |
| 2005 | Stewie Griffin: La historia jamás contada                  | Ollie Williams Voces adicionales                                          | Voz Directo en video                                      |
| 2005 | The Proud Family Movie                                     | Dr. Carver Miembro jurado                                                 | Voz Telefilm                                              |
| 2005 | Robot Chicken                                              | Ang Lee Ardilla Michael Jackson                                           | stop motion Voz Serie de TV                               |
| 2005 | Jak X: Combat Racing                                       | G.T. Blitz Sig Mizo Kaeden Thugs                                          | Videojuego                                                |
| 2005 | The Matrix: Path of Neo                                    | Operador Ballard SWAT Soldado                                             | Videojuego                                                |
| 2005 | True Crime: New York City                                  |                                                                           | Videojuego                                                |
| 2005 | 50 Cent: Bulletproof                                       | Bugs                                                                      | Videojuego                                                |
| 2005 | Loonatics Unleashed                                        | Drake Sypher                                                              | Serie Animada                                             |
| 2005 | Guardians of Luna                                          | Alan Jedda                                                                |                                                           |
| 2005 | Second Time Around                                         | Myron                                                                     |                                                           |
| 2005 | Barbershop: The Series                                     | Derrick                                                                   | Serie de televisión                                       |
| 2005 | Choose Your Own Adventure: The Abominable Snowman          | Pasante                                                                   |                                                           |
| 2006 | The Batman                                                 | Maxie Zeus                                                                | Serie Animada                                             |
| 2006 | The Adventures of Brer Rabbit                              | Brer Gator                                                                | Serie Animada                                             |
| 2006 | My Gym Partner's a Monkey                                  | Virgil "Bull" Sharkowski Voces adicionales                                | Serie Animada                                             |
| 2006 | The Legend of Spyro: A New Beginning                       | Kane                                                                      | Videojuego                                                |
| 2006 | Final Fantasy XII                                          | Reddas                                                                    | Videojuego                                                |
| 2006 | Marvel: Ultimate Alliance                                  | T'Challa/Black Panther Uatu el vigilante                                  | Videojuego                                                |
| 2006 | La casa de los dibujos                                     | Ray-Ra Tipo de UPS                                                        | Serie Animada                                             |
| 2006 | Class of 3000                                              | Philly Phil                                                               | Serie Animada                                             |
| 2006 | Scarface: The World Is Yours                               | Vendedor de droguería                                                     | Videojuego                                                |
| 2006 | Avatar: la leyenda de Aang                                 | The 52nd Earth King Kuei                                                  | Serie Animada                                             |
| 2006 | Dragonlance: el retorno de los dragones                    | Riverwind Gilthanas                                                       | Película directamente para vídeo                          |
| 2007 | Afterworld                                                 | Coronel Nixon                                                             | Serie animada de internet                                 |
| 2007 | TMNT                                                       | Voces adicionales                                                         | Película                                                  |
| 2007 | Futurama: Bender's Big Score                               | Hermes Conrad Voces adicionales                                           | Película animada Directamente para vídeo                  |
| 2007 | Afro Samurai                                               | Afro (adolescente)                                                        |                                                           |
| 2007 | El Tigre: las aventuras de Manny Rivera                    | Raheem Capitán Photon                                                     | Serie Animada                                             |
| 2007 | Final Fantasy Tactics: The War of the Lions                | Ramza Beoulve                                                             | Videojuego                                                |
| 2007 | Curb Your Enthusiasm                                       | Farmacéutico                                                              | Serie de televisión                                       |
| 2008 | Metal Gear Solid 4: Guns of the Patriots                   | Vamp                                                                      | Videojuego                                                |
| 2008 | Mercenaries 2: World in Flames                             | Christopher Jacobs                                                        | Videojuego                                                |
| 2008 | Futurama: The Beast with a Billion Backs                   | Hermes Conrad Voces adicionales                                           | Película animada Directamente para vídeo                  |
| 2008 | Transformers Animated                                      | Jazz Omega Supreme (Tercera Temporada) Jetstorm Oil Slick Alpha Trion     | Serie Animada                                             |
| 2008 | The Spectacular Spider-Man                                 | Randy Robertson Joseph "Robbie" Robertson Ricochet                        | Serie Animada                                             |
| 2008 | Wolverine and the X-Men                                    | Remy LeBeau/Gambit Bolivar Trask                                          | Serie Animada                                             |
| 2008 | Condemned 2: Bloodshot                                     | LeRue Bum                                                                 | Videojuego                                                |
| 2008 | Saints Row 2                                               | Mr. Sunshine                                                              | Videojuego                                                |
| 2008 | Star Wars: The Clone Wars                                  | Kit Fisto Bail Organa                                                     | Serie Animada                                             |
| 2010 | Dead Island                                                | Sam B                                                                     | Videojuego                                                |
| 2010 | Batman: Under The Red Hood                                 | Darryl                                                                    | Voz \| Película animada Directamente para vídeo           |
| 2010 | Cats & Dogs: The Revenge of Kitty Galore                   | Gato espía analista #1                                                    | Voz \| Película                                           |
| 2010 | Tom and Jerry Meet Sherlock Holmes                         | Skype y Perro policía                                                     | Voz \| Película animada Directamente para vídeo           |
| 2010 | Scooby-Doo! Camp Scare                                     | Darrel                                                                    | Voz \| Película animada Directamente para vídeo           |
| 2019 | Supergirl                                                  | Malefic J'onzz                                                            | Elenco recurrente, 7 episodios                            |
| 2019 | El rey león                                                | Impala                                                                    | Voz                                                       |